# Elsie Houston
Elsie Houston (22 de abril de 1902 – 20 de febrero de 1943) fue una cantante brasileña.

## Biografía
Elsie Houston nació en Río de Janeiro en 1902. Era descendiente de confederados, propietarios de plantaciones del Sur que habían llegado a Brasil tras la guerra civil estadounidense. Su padre era James Franklin Houston, un dentista estadounidense de Tennessee que se instaló en Río de Janeiro en 1892, y Arinda Galdo, una brasileña descendiente de portugueses de la isla de Madeira.

## Carrera
Houston figuró en la escena literaria, artística y musical brasileña en un momento crítico de su historia. Era una época de enorme energía creativa. Además de Mário de Andrade y Pagu, Houston conoció a otros famosos miembros de este movimiento artístico, como el compositor Heitor Villa-Lobos, los pintores Flavio de Carvalho, Anita Malfatti y Tarsila do Amaral, y el líder del modernismo brasileño, Oswald de Andrade.
Houston se trasladó a Alemania y estudió con Lilli Lehmann, una renombrada profesora de canto. Posteriormente estudió con otra afamada soprano, Ninon Vallin, primero en Argentina y luego en París. La relación de Houston con Heitor Villa Lobos comenzó en su adolescencia. Houston fue definitivamente solista en los conciertos de Villa Lobos en París en 1927. En 1928 se casó con Benjamin Péret, poeta surrealista francés, con quien vivió en Brasil de 1929 a 1931. Su hijo, Geyser, nació en Río de Janeiro en 1931.
A finales de los años 30, Houston se trasladó a la ciudad de Nueva York. Era una cantante brillante, especialmente hábil en la interpretación de canciones brasileñas. The New York Times de la época alabó sus actuaciones. También fue una activa defensora de los jóvenes compositores latinoamericanos, interpretando piezas tempranas de compositores como Jayme Ovalle y Camargo Guarnieri.

## Muerte
Houston murió en 1943. Su muerte fue reportada como un aparente suicidio.